# ペロンヌ (ソンム県)
ペロンヌ （Péronne）は、フランス、オー＝ド＝フランス地域圏、ソンム県のコミューン。

## 地理
ヴェルマンドワ地方に属する。ソンム川がコミューン内を流れる。

## 交通
- 道路 - A1、A29

## 歴史

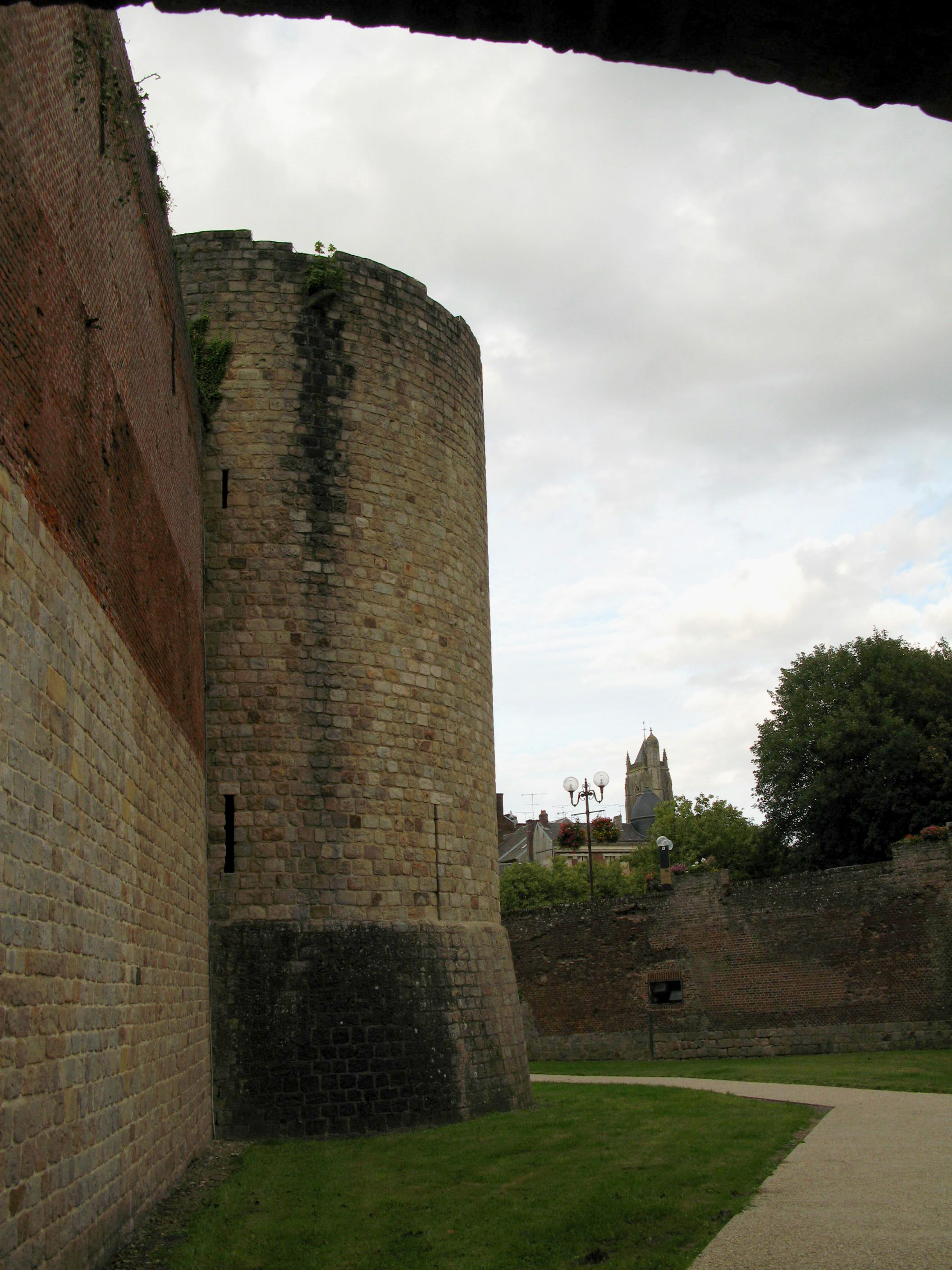
城壁の一部

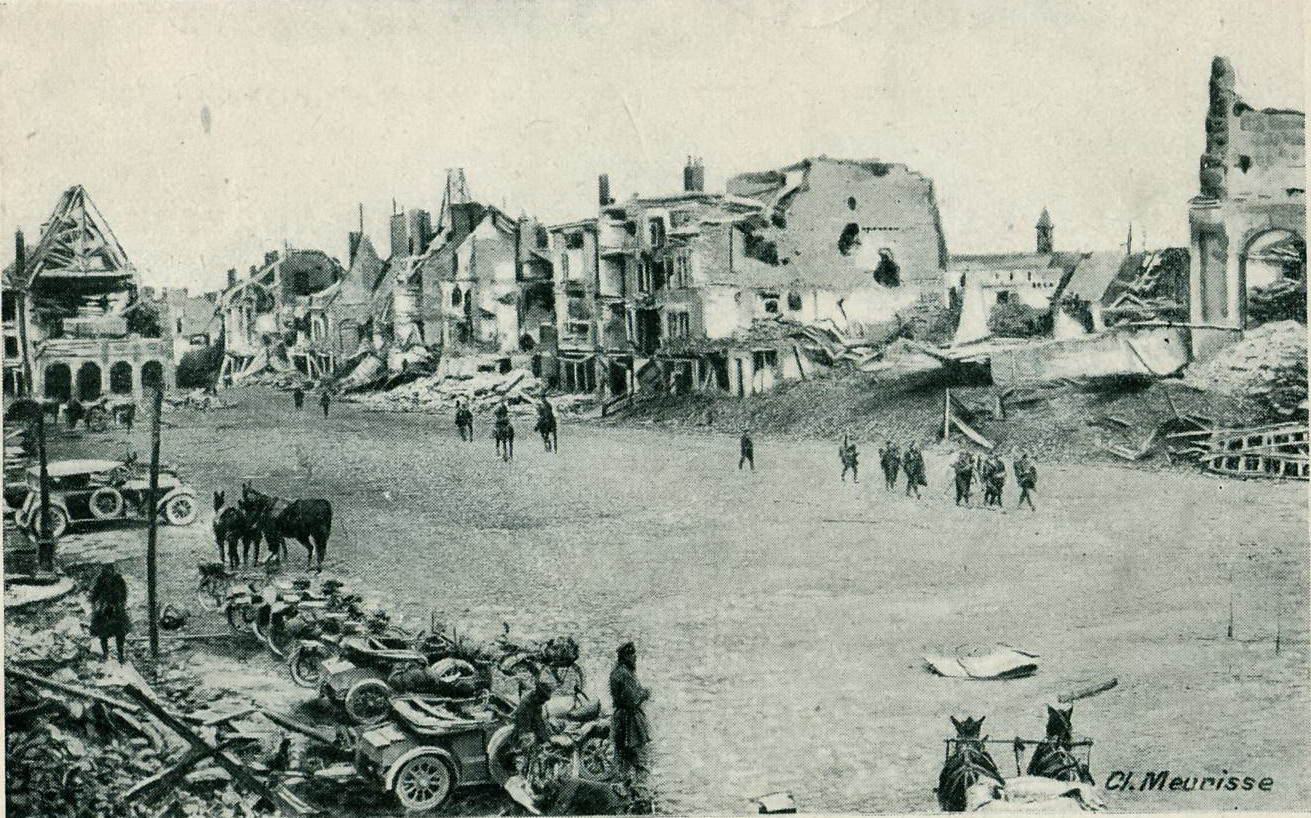
第一次世界大戦で破壊された聖堂広場

ソンム川とその潟を見下ろす丘の上にあるペロンヌは、メロヴィング朝時代から軍事上の本拠地で、9世紀には城壁が築かれた。現在も残るブルターニュ門は、古い要塞の名残である。
929年、シャルル3世は捕われの身のままペロンヌのダンジョン内で死んだ。1151年までのペロンヌはコミューンとして機能したが、12世紀のフィリップ2世時代に塔を備えた城が築かれた。それは堀で囲まれ、落し格子門で入り口が守られていた。
1468年10月10日から14日まで、シャルル突進公は城に閉じ込めていたルイ11世にペロンヌ条約への署名を強要した。
1536年、神聖ローマ皇帝カール5世はペロンヌを包囲したが占領に失敗した。マリー・フレことカトリーヌ・ド・ポワ（fr）は、城壁の最上部にいたスペイン兵士を投げ落とし、都市を守った。
フランスの歴史と関わる都市は数少なく、しばしば荒廃した都市も数少ない。ペロンヌはノルマン人の侵入で焼かれ、略奪され、スペインによる攻城戦でひどい被害を受けた。普仏戦争中の1870年にはドイツによって荒らされ、第一次世界大戦中の1917年に都市全体が破壊された。1940年5月のドイツ空軍による空襲と爆撃で、ペロンヌはクロワ・ド・ゲール勲章とレジオン・ドヌール勲章を授けられた。

## 史跡
- サン＝ジャン＝バティスト聖堂 - 1914年から1918年の間にほとんどが破壊され、1944年にはフランボワイヤン・ゴシック様式のファサードが一部残るのみであった。フランス革命前のペロンヌには教区が7つあった。1980年代に復元工事が行われ、現在はアミアン司教座に属する。
- マリー・フレ像
- ブルターニュ門

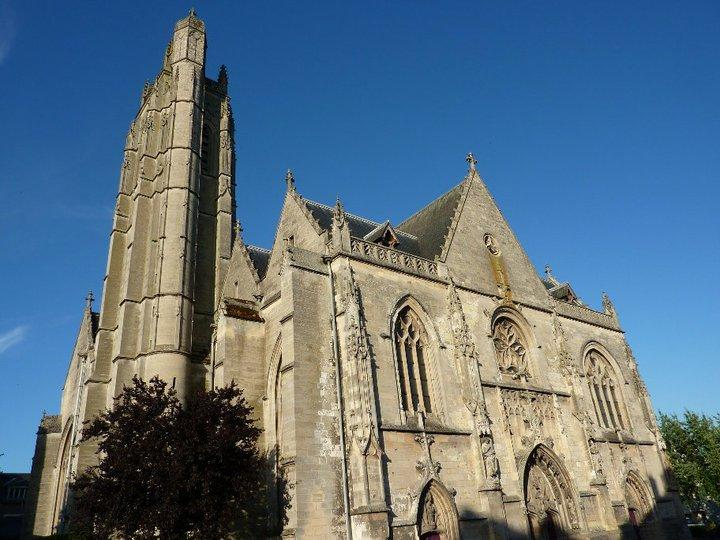
サン＝ジャン＝バティスト聖堂

## 経済と観光
2つの世界大戦において戦闘が起きた地であるため、ヘリテージツーリズムが行われている。特にアングロサクソン系の観光客が多い。ソンム川谷の中心にあるペロンヌは、池や野原に挟まれた釣り人や狩猟者の楽園として知られている。

## 人口統計
| 1962年 | 1968年 | 1975年 | 1982年 | 1990年 | 1999年 | 2006年 |
| ------ | ------ | ------ | ------ | ------ | ------ | ------ |
| 5 081  | 7 146  | 8 568  | 9 129  | 8 497  | 8 380  | 8 218  |

## 出身者
- ピエール・マク・オルラン（1882-1970） - 作家
- ファヒド・ベン・ハルファラー（1982-） - プロサッカー選手

## 姉妹都市
- サロブレニャ、スペイン
- ブラックバーン、イギリス
- アルテナ、ドイツ
- オールバニ (西オーストラリア州)、オーストラリア